# San Isidro (Zulia)
San Isidro es una población del Municipio Simón Bolívar del estado Zulia, Venezuela.

## Ubicación
San Isidro se encuentra al sur de la carretera Punta Gorda - La Plata, hasta la carretera A.

## Zona Residencial
San Isidro está unido a Punta Gorda, sin embargo pertenece a otro municipio y tiene identidad propia. San Isidro no tiene muelles o instalaciones petroleras, se encuentra parcialmente separado de La Vaca, sin embargo las casas, haciendas e industrias se suceden sin interrupción entre los 2 pueblos.

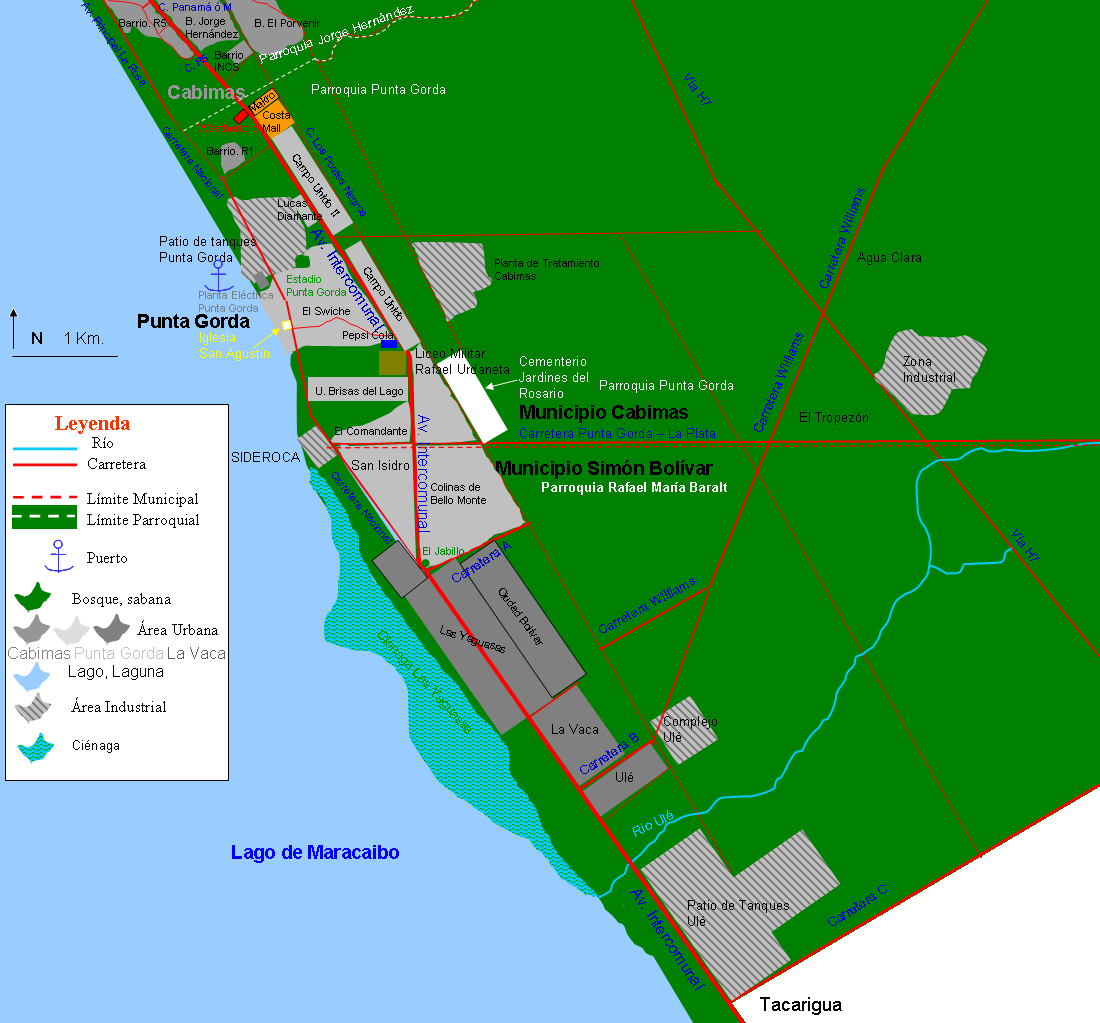
Mapa de las poblaciones de Punta Gorda y La Vaca, donde aparece San Isidro

## Sectores
- San Isidro.
- Colinas de Bello Monte.

## Vialidad y Transporte
Las calles de San Isidro están unidas a las de Punta Gorda, sin embargo la Av 21 comienza en San Isidro y marca su límite este. La Carretera A junto a un depósito de tuberías es su vía principal y punto de referencia.
La línea Cabimas -

## Sitios de Referencia
- El Jabillo. Árbol emblemático del municipio Simón Bolívar el cual es decorado todas las navidades con luces y su encendido es un evento social, ubicado en la curva de la Intercomunal justo después de la carretera A.